# Биярсланов, Артур
Артур (Мовладдин) Биярсланов (род. 22 апреля 1995, Махачкала) — канадский боксёр, 5-кратный чемпион Канады, победитель Панамериканских игр 2015 года, участник летних Олимпийских игр 2016 года в Рио-де-Жанейро. Один из самых титулованных канадских боксёров.

## Биография
Чеченец. Когда Артуру было 10 лет семья Биярслановых через Азербайджан переехала в Канаду. В 2007 году по совету своего брата в целях самозащиты стал заниматься боксом. Пять раз становился чемпионом Канады. В 2012 году участвовал в чемпионате мира среди молодёжи и вошёл на нём в десятку лучших, выиграл несколько престижных международных турниров. В 2015 году стал чемпионом Панамериканских игр — первым канадским боксёром добившимся такого успеха с 1975 года.
На летних Олимпийских играх 2016 года в Рио-де-Жанейро был единственным боксёром, представлявшим Канаду. В первом круге Биярсланов единогласным решением судей победил иорданца Обаду Аль-Касбеха. Во втором круге он проиграл будущему бронзовому призёру соревнований, представителю Германии Артёму Арутюняну и занял итоговое 9-е место.
Его любительская карьера составила 98 боёв, из которых Биярсланов выиграл 85. Он пять раз побеждал на чемпионатах Канады и стал победителем 12 международных турниров из 17, в которых ему довелось принять участие.
15 декабря 2018 года провёл первый бой на профессиональном ринге. Его соперником стал мексиканский боксёр Эрнесто Кардона Санчес. Мексиканец к бою с Биярслановым подошёл имея в своём активе 3 победы в 8 поединках. Артур Биярсланов нокаутировал своего соперника в первом раунде.
17 апреля 2021 года раздельным решением судей Биярсланов победил американца Израэля Меркадо. Это была его восьмая победа в восьми боях.
6 июня 2024 года состоялся бой Биярсланова с аргентинцем Элиасом Маурисио Гаеда (14-5-0) за вакантный пояс Северо-Американской Федерации бокса. Биярсланов доминировал в течение всего боя, а в 4-м раунде нокаутировал своего соперника. Это был 15-й профессиональный бой Биярсланова и его 15-я победа (из них 13 нокаутом).
5 сентября того же года в Монреале он защитил свой пояс в бою против непобеждённого до этого венгра Тамаша Килити (рекорд которого перед боем составлял 10 побед, из которых 6 нокаутом), выиграв в третьем раунде техническим нокаутом.
19 октября 2024 года в Квебеке Биярсланов защитил титул чемпиона NABF победив в 10-раундовом бою аргентинца Джонатана Хосе Эниса единогласным решением судей.
6 февраля 2025 года в Монреале Биярсланов снова защитил титул, на этот раз в бою против представителя Франции Мохамеда Мимуна, который до этого боя имел 24 победы и 6 поражений. Во втором раунде Биярсланов отправил претендента в нокаут и сохранил титул.

## Карьера

### Любительская
- Международный турнир в Бранденбурге 2012 — ;
- Международный турнир в Одессе 2013 года — ;
- Международный турнир в Белграде 2014 года — ;
- Ontario Silver Gloves 2014 — ;
- Ontario Silver Gloves 2015 — ;
- Летние Олимпийские игры 2016 года — проиграл в 1/8 финала боксёру из Германии Артёму Арутюняну[10].
- Чемпионат Канады по боксу 2017 года — . Это была пятая победа Биярсланова на чемпионатах Канады. На этом чемпионате он также был признан лучшим боксёром года[11].

### Профессиональная
| Бой | Результат | Дата                 | Соперник                    | Место проведения                    | Раунд | Метод                | Примечание                                                |
| --- | --------- | -------------------- | --------------------------- | ----------------------------------- | ----- | -------------------- | --------------------------------------------------------- |
| 17  | Победа    | 10 июля 2024 года    | Джонатан Хосе Энис          | Квебек, Канада                      | 10    | единогласное решение | Защита пояса Северо-Американской Федерации бокса          |
| 16  | Победа    | 5 сентября 2024 года | Тамаш Килити                | Монреаль, Канада                    | 3     | технический нокаут   | Защита пояса Северо-Американской Федерации бокса          |
| 15  | Победа    | 6 июня 2024 года     | Элиас Гаеда                 | Монреаль, Канада                    | 4     | нокаут               | Бой за вакантный пояс Северо-Американской Федерации бокса |
| 14  | Победа    | 5 сентября 2024 года | Кристиан Пальма             | Монреаль, Канада                    | 3     | технический нокаут   |                                                           |
| 13  | Победа    | 22 июля 2023 года    | Джоникер Тоувар             | Дубай, Дубай                        | 4     | технический нокаут   |                                                           |
| 12  | Победа    | 18 марта 2023 года   | Эрик Энсиния                | Канада, Галифакс                    | 4/8   | технический нокаут   |                                                           |
| 11  | Победа    | 29 июля 2022 года    | Иссуф Кинда                 | Канада, Казино в Монреале, Монреаль | 1     | нокаут               |                                                           |
| 10  | Победа    | 25 марта 2021 года   | Роберто Вердуго             | Канада, Колизей, Труа-Ривьер        | 4/10  | технический нокаут   |                                                           |
| 9   | Победа    | 17 декабря 2021 года | Алан Айала Крисосто         | Канада, Белл-центр, Монреаль        | 1     | Нокаут               |                                                           |
| 8   | Победа    | 17 апреля 2021 года  | Израэль Меркадо             | США, Голливуд                       |       | Раздельное решение   |                                                           |
| 7   | Победа    | 7 ноября 2020 года   | Хуан Хосе Мартинес Альварес | США, Голливуд                       | 1     | Технический нокаут   |                                                           |
| 6   | Победа    | 30 января 2020 года  | Николас Веласкес            | США, Майами                         |       | Нокаут               |                                                           |
| 5   | Победа    | 12 октября 2019 года | Тайром Джонс                | США, Чикаго                         |       | Единогласное решение |                                                           |
| 4   | Победа    | 27 июля 2019 года    | Солон Стейли                | США, Арлингтон                      | 3     | Технический нокаут   |                                                           |
| 3   | Победа    | 20 апреля 2019 года  | Кристиан Арразола           | Канада, Торонто                     | 1     | Технический нокаут   |                                                           |
| 2   | Победа    | 9 февраля 2019 года  | Исаак Кастан                | Канада, Петербург (Онтарио)         | 1     | Технический нокаут   |                                                           |
| 1   | Победа    | 15 декабря 2018 года | Эрнесто Кардона Санчес      | Канада, Торонто                     | 1     | Нокаут               | Дебют Биярсланова на профессиональном ринге               |